# NGC 3474
NGC 3474 је спирална галаксија у сазвежђу Лав која се налази на NGC листи објеката дубоког неба.
Деклинација објекта је + 17° 5' 46" а ректасцензија 10h 58m 8,7s. Привидна величина (магнитуда) објекта NGC 3474 износи 14,0 а фотографска магнитуда 14,8. NGC 3474 је још познат и под ознакама MCG 3-28-42, CGCG 95-81, NPM1G +17.0329, PGC 32989.